# Marlies Oester
Marlies Oester (ur. 22 sierpnia 1976 w Adelboden) – szwajcarska narciarka alpejska, brązowa medalistka mistrzostw świata i dwukrotna mistrzyni świata juniorek.

## Kariera
Po raz pierwszy na arenie międzynarodowej pojawiła się w 1994 roku, startując na mistrzostwach świata juniorów w Lake Placid, gdzie była między innymi piąta w slalomie i kombinacji. Na rozgrywanych rok później mistrzostwach świata juniorów w Voss zdobyła złote medale w obu tych konkurencjach.
W zawodach Pucharu Świata zadebiutowała 18 grudnia 1994 roku w Sestriere, zajmując 23. miejsce w slalomie. Tym samym już w swoim debiucie wywalczyła pierwsze pucharowe. Na podium zawodów PŚ po raz pierwszy stanęła 26 stycznia 1996 roku w tej samej miejscowości, zajmując drugie miejsce w slalomie. W zawodach tych rozdzieliła Sonję Nef ze Szwajcarii i Szwedkę Pernillę Wiberg. W kolejnych startach jeszcze jeden raz stanęła na podium: 20 stycznia 2002 roku w Berchtesgaden była najlepsza w slalomie. Najlepsze wyniki osiągnęła w sezonie 2001/2002, kiedy zajęła 32. miejsce w klasyfikacji generalnej, a w klasyfikacji slalomu była dziewiąta. Ponadto w sezonie 2002/2003 była szósta w klasyfikacji kombinacji.
Na mistrzostwach świata w Sankt Moritz w 2003 roku wywalczyła brązowy medal w kombinacji. Lepsze okazały się tam Chorwatka Janica Kostelić i Austriaczka Nicole Hosp. W tej samej konkurencji była też między innymi piąta podczas mistrzostw świata w Sestriere w 1997 roku. W 2002 roku wystąpiła na igrzyskach olimpijskich w Salt Lake City, gdzie w kombinacji była czwarta. Walkę o medal przegrała tam z Niemką Martiną Ertl. Na tych samych igrzyskach startowała także w slalomie, ale nie ukończyła rywalizacji.
W 2005 roku zakończyła karierę.

## Osiągnięcia

### Igrzyska olimpijskie
| Miejsce | Dzień     | Rok  | Miejscowość    | Konkurencja | Czas biegu | Strata | Zwyciężczyni    |
| ------- | --------- | ---- | -------------- | ----------- | ---------- | ------ | --------------- |
| 4.      | 14 lutego | 2002 | Salt Lake City | Kombinacja  | 2:43,28    | +3,33  | Janica Kostelić |
| DNF2    | 20 lutego | 2002 | Salt Lake City | Slalom      | 1:46,10    | -      | Janica Kostelić |

### Mistrzostwa świata
| Miejsce | Dzień     | Rok  | Miejscowość   | Konkurencja | Czas biegu | Strata | Zwyciężczyni       |
| ------- | --------- | ---- | ------------- | ----------- | ---------- | ------ | ------------------ |
| DNF2    | 24 lutego | 1996 | Sierra Nevada | Slalom      | 1:31,46    | -      | Pernilla Wiberg    |
| DNF2    | 5 lutego  | 1997 | Sestriere     | Slalom      | 1:43,88    | -      | Deborah Compagnoni |
| 31.     | 15 lutego | 1997 | Sestriere     | Zjazd       | 1:41,18    | +4,78  | Hilary Lindh       |
| 5.      | 15 lutego | 1997 | Sestriere     | Kombinacja  | 3:03,38    | +0,35  | Renate Götschl     |
| 14.     | 7 lutego  | 2001 | St. Anton     | Slalom      | 1:32,95    | +6,53  | Anja Pärson        |
| 3.      | 10 lutego | 2003 | Sankt Moritz  | Kombinacja  | 2:41,63    | +2,20  | Janica Kostelić    |
| 14.     | 13 lutego | 2003 | Sankt Moritz  | Gigant      | 2:30,97    | +3,46  | Anja Pärson        |
| 14.     | 15 lutego | 2003 | Sankt Moritz  | Slalom      | 1:39,55    | +2,26  | Janica Kostelić    |
| 14.     | 4 lutego  | 2005 | Bormio        | Kombinacja  | 2:53,70    | +5,91  | Janica Kostelić    |
| 18.     | 8 lutego  | 2005 | Bormio        | Gigant      | 2:13,63    | +3,32  | Anja Pärson        |
| DNF2    | 11 lutego | 2005 | Bormio        | Slalom      | 1:47,98    | -      | Janica Kostelić    |

### Mistrzostwa świata juniorów
| Miejsce | Dzień    | Rok  | Miejscowość | Konkurencja | Czas biegu | Strata | Zwyciężczyni     |
| ------- | -------- | ---- | ----------- | ----------- | ---------- | ------ | ---------------- |
| 28.     | 9 marca  | 1994 | Lake Placid | Zjazd       | 1:27,50    | +3,01  | Mélanie Suchet   |
| 16.     | 13 marca | 1994 | Lake Placid | Gigant      | 2:19,29    | +6,23  | Mélanie Turgeon  |
| 5.      | 15 marca | 1994 | Lake Placid | Slalom      | 1:16,22    | +1,72  | Laure Pequegnot  |
| 5.      | 15 marca | 1994 | Lake Placid | Kombinacja  | ?          | ?      | Mélanie Turgeon  |
| 9.      | 16 marca | 1995 | Voss        | Zjazd       | 1:26,23    | +0,76  | Sylviane Berthod |
| 1.      | 18 marca | 1995 | Voss        | Slalom      | 1:22,12    | -      | -                |
| 8.      | 20 marca | 1995 | Voss        | Gigant      | 2:02,46    | +1,62  | Karin Roten      |

### Puchar Świata

#### Miejsca w klasyfikacji generalnej
- sezon 1994/1995: 81.
- sezon 1995/1996: 42.
- sezon 1996/1997: 41.
- sezon 1997/1998: 96.
- sezon 1998/1999: 78.
- sezon 1999/2000: 120.
- sezon 2000/2001: 79.
- sezon 2001/2002: 32.
- sezon 2002/2003: 42.
- sezon 2003/2004: 44.
- sezon 2004/2005: 59.
- sezon 2005/2006: 99.

#### Miejsca na podium w zawodach
1. Sestriere – 26 stycznia 1996 (slalom) – 2. miejsce
2. Berchtesgaden – 20 stycznia 2002 (slalom) – 1. miejsce